# Gobierno Fernández
El Gobierno Fernández es la composición del gobierno de las Islas Canarias desde el 6 de agosto de 1987, hasta el 10 de enero de 1989 durante la II legislatura del Parlamento de Canarias. Estuvo presidido por Fernando Fernández.

## Historia
Las Elecciones al Parlamento de Canarias de 1987 se celebraron el 10 de junio. El PSOE volvió a ganar las elecciones, al igual que en 1983, pero un tripartito formado por el CDS, las AIC y Alianza Popular, con el apoyo parlamentario de Agrupación Herreña Independiente desalojó a Jerónimo Saavedra del poder. Fue investido presidente Fernando Fernández, del CDS. La composición del Gobierno Fernández comenzó el 10 de enero de 1989.
El gobierno estuvo formado por 10 consejerías en total y 1 vicepresidencia.

## Composición
| Función                                            | Titular                                                    | Titular                                   | Partido |
| -------------------------------------------------- | ---------------------------------------------------------- | ----------------------------------------- | ------- |
| Presidente del Gobierno                            |                                                            | Fernando Manuel Fernández Martín          | CDS     |
| Vicepresidente                                     |                                                            | Lorenzo Olarte Cullen                     | CDS     |
| Consejero de Presidencia                           |                                                            | Lorenzo Olarte Cullen                     | CDS     |
| Consejero de Agricultura Ganadería y Pesca         |                                                            | Antonio Ángel Castro Cordobez             | AIC     |
| Consejero de Economía y Comercio                   |                                                            | Luis Hernández Pérez                      | CDS     |
| Consejero de Educación, Cultura y Deportes         |                                                            | Enrique Fernández Caldas                  | AIC     |
| Consejero de Hacienda                              |                                                            | José Miguel González Hernández            | AIC     |
| Consejero de Industria y Energía                   |                                                            | Manuel Fernández González                 | AP      |
| Consejero de Obras Públicas, Vivienda y Aguas      |                                                            | Ildefonso Chacón Negrín                   | AIC     |
| Consejero de Política Territorial                  |                                                            | Augusto Carlos Menvielle Laccourreye      | CDS     |
| Consejero de Sanidad, Trabajo y Servicios Sociales |                                                            | Luis González Feria (Hasta el 09/09/1988) | CDS     |
| Consejero de Sanidad, Trabajo y Servicios Sociales | Juan Antonio García-Talavera Casañas (Desde el 09/09/1988) | CDS                                       |         |
| Consejero de Turismo y Transportes                 |                                                            | Blas Rosales Hernández                    | AP      |